# Jean Wahl

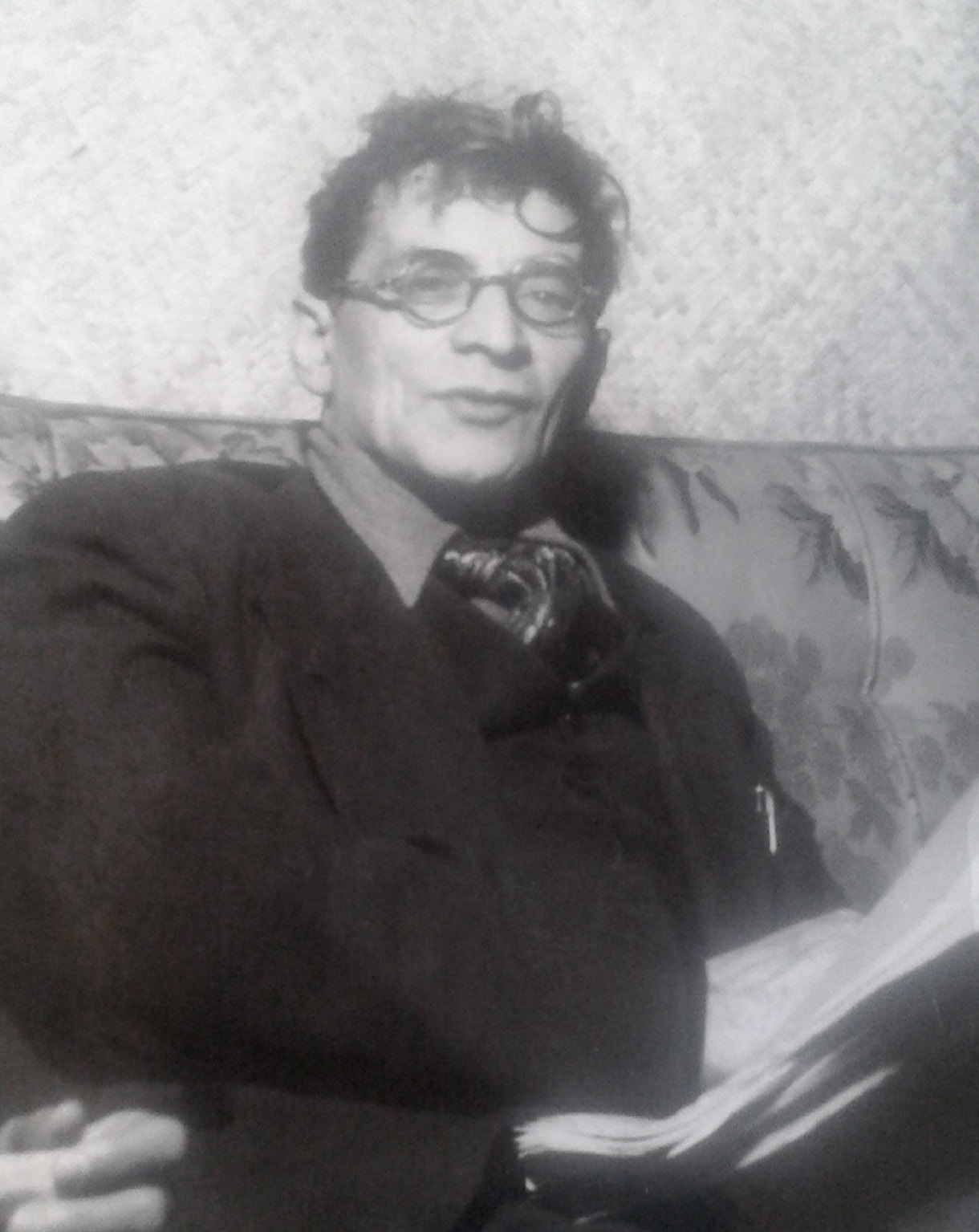
Jean Wahl

Jean Wahl (* 25. Mai 1888 in Marseille; † 19. Juni 1974 in Paris) war ein französischer Philosoph. Er unterrichtete von 1936 bis 1967 als Professor an der Sorbonne in Paris, mit einer kurzen Unterbrechung jedoch, da er im Zweiten Weltkrieg als Jude in ein Konzentrationslager gebracht wurde, bis er schließlich in die USA flüchtete.
Unterstützt von der Rockefeller Foundation gründete er zusammen mit Gustave Cohen in New York eine Exiluniversität, die École Libre des Hautes Études.
Zu Beginn seiner Karriere war er Anhänger von Henri Bergson, des amerikanischen Philosophen William James und von George Santayana. Wahl interessierte sich auch sehr für Søren Kierkegaard und Georg Wilhelm Friedrich Hegel, er zählt zudem zu den Mitbegründern des französischen Hegelianismus in den 1930er Jahren.
Er beeinflusste eine Reihe entscheidender Philosophen, unter ihnen auch Emmanuel Levinas und Jean-Paul Sartre.

## Werke
- Le malheur de la conscience dans la philosophie de Hegel. 1929
- Études kierkegaardiennes. 1938

als Herausgeber
- Deucalion. Cahiers de philosophie. Insges. 4 Bände. 1946–1952.
  - Nr. 1 & 2 im Verlag Éd. de la Revue Fontaine, 1946, 1947
  - Heft 3 & 4 im Vlg. À la Baconniere, Neuchatel 1950, 1952[2]